# Davidis pugna et victoria

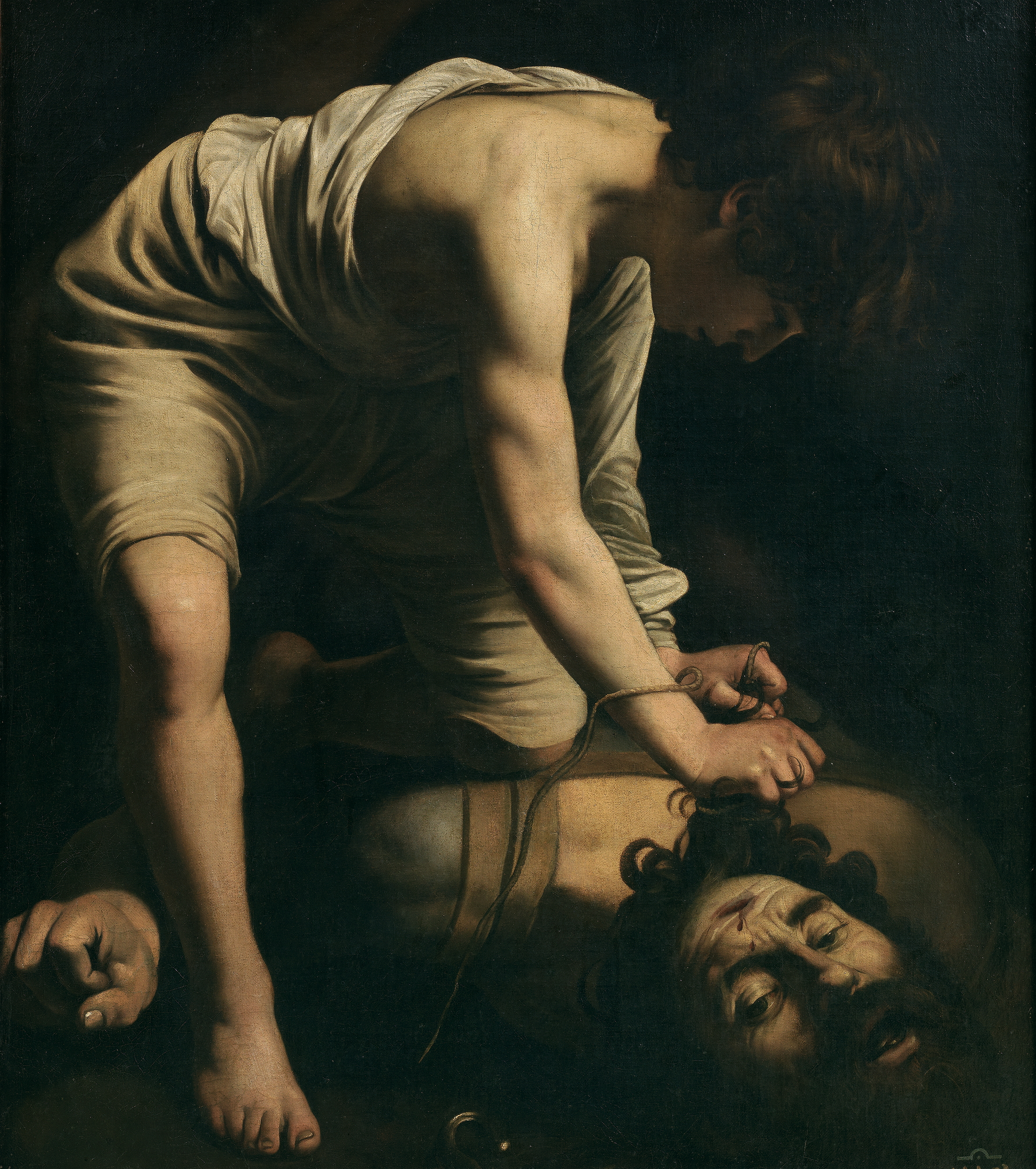
David et Goliath par Le Caravage (1600).

Davidis pugna et victoria (« La bataille et la victoire de David ») ou Il David, est l'unique oratorio latin sur un thème biblique conservé sur une musique d'Alessandro Scarlatti, écrit pour cinq solistes (SSATB), double chœur et orchestre, sur un livret d'un auteur anonyme. Il est créé à Rome à l'oratoire del Crocifisso, le second vendredi du Carême 1700. L'Arciconfraternita del santissimo Crocifisso est une confrérie de nobles romains réunis pour des exercices spirituels. Ils étaient près de 15 000 à participer à la procession du vendredi saint. Il David est l'un des cinq oratorios donnés pour la confrérie par Scarlatti entre 1679 et 1705 (mais le seul conservé), alors que d'autres musiciens tels que Francesco Foggia, Alessandro Stradella et Francesco Gasparini, ont fourni à la confrérie d'autres oratorios en latin.
L'œuvre fait partie de la catégorie des oratorios sacro-militaires, héritier direct des oratorios romains de Giacomo Carissimi et d'Alessandro Stradella. Avec ce dernier, l'œuvre présente des similitudes stylistiques dans le traitement des arias et l'orchestration, qui fait usage d'un groupe instrumental concertant et d'un autre en concerto grosso avec la basse continue. L'oratorio possède des moments de grande intensité dramatique, renforcés par les interventions du chœur à huit voix.
Le musicologue Malcolm Boyd suggère, de par les composantes du style (par exemple le double chœur), que l'œuvre jouée en 1700 serait une reprise d'un oratorio plus ancien.

## Davidis pugna et victoria
Oratorio per soli, coro e orchestra composto per il Giubileo del 1700
| Textus        | ténor   |
| Saul          | alto    |
| Jonatha       | soprano |
| David         | soprano |
| Goliat        | basse   |
| Vox populi    | ténor   |
| Vox populi    | soprano |
| Vox populi    | alto    |
| Coro Hebrei   | (chœur) |
| Coro Filistei | (chœur) |

### Première partie
- Sinfonia (Adagio - Allegro)
- Recitativo - Textus : "Iochor sub aeria"
- Aria - Textus: "Fata regum et sereno"
- Recitativo e Arioso - Textus : "Horruit audita Saul"
- Aria - Saul : "Heu perii"
- Recitativo - Saul : "Periere meae"
- Aria - Saul : "Quisquis alta per inane"
- Recitativo - Textus: "Talia clamanti"
- Aria - Jonatha : "Fugiat timor"
- Aria - Jonatha : "Jam veni tu spes"
- Duetto - Jonatha e Saul: "Tuba tuba"
- Aria - Saul : "Mea fata superbi videte"
- Duetto - Jonatha e Saul: "Tuba tuba"
- Coro - Ebrei : "Eamus fugiamus"
- Recitativo - David : "Quo fugitas mea turba"
- Aria - David: "Verte tela, verte faces"
- Recitativo - David e Saul : "Quis duce trepidante audet?"
- Duetto - Jonatha e David : "O Jonathae spes una David"
- Aria - Jonatha: "Age tuba militaris"
- Aria - David : "Age tuba salutaris"
- Coro - Ebrei : "Vincemus Io vincemus"
- Aria - Jonatha/David : "In flore labente"/"Cum sole cadente"
- Duetto - David e Jonatha : "Sic et mortis orrore labente"
- Coro - Ebrei : "Vincemus Io vincemus"

### Seconde partie
- Sinfonia (Allegro)
- Recitativo arioso - Goliat : "Evaginabo gladium meum"
- Recitativo arioso - David : "Surgant opitulentur tibi dii"
- Recitativo arioso - Goliat : "Surgam, et lacerabo te manibus meis"
- Aria - David : "Non imbelli duello puelli"
- Aria - Goliat : "Saevo dente fremente leonem"
- Aria - David : "Cives Io date plausum"
- Aria - Goliat : "Philistaei reboate"
- Coro - Filistei e Goliat : "Ad arma miles"
- Aria - David : "Tu mihi superum aeterne rex"
- Recitativo arioso - Textus : "Dixit, et excusso montano"
- Coro - Filistei : "Heu sodales / Coro - Ebrei: "Victoria"
- Aria - Vox populi (tenor e soprano) : "Age terra fortunata"
- Recitativo - Vox populi (alto) : "Victori redimite comas"
- Aria - Vox populi (alto) : "Deque lauru"
- Aria - Vox populi (alto) : "Scanda regna liberata"
- Aria - David : "Quae gigante pugnante vidistis"

## Manuscrits
- BM Lyon, Rés. FM 133949

## Partition moderne
- Davidis pugna et victoria, Edizioni De Santis, 1969 (OCLC 611268384)

## Enregistrement et livrets sources
- Davidis pugna et victoria - David Roberta Invernizzi, soprano (David) ; Robin Johannsen, soprano (Jonatha) ; Martin Oro, contreténor (Saul) ; Frederik Akselberg, ténor (Testo) ; Antonio Abete, basse (Golia) ; Academia Montis Regalis, Alessandro De Marchi (5-9 mars 2008, Hyperion CDA67714) (OCLC 883266780)
- Davidis pugna et victoria - Cappella Palatina, Chœur della Schola San Rocco. Maître de chœur, Francesco Erle ; dir. Giovanni Battista Columbro (Agora AG 249.1)